# Richard Robarts
Richard Robarts, britanski dirkač Formule 1, * 22. september 1944, Bicknacre, Essex, Anglija, Združeno kraljestvo.
Richard Robarts je upokojeni britanski dirkač Formule 1. Debitiral je v sezoni 1974 na dirki za Veliko nagrado Argentine, kjer je odstopil. Na drugi dirki sezone za Veliko nagrado Brazilije je dosegel petnajsto mesto, na tretji dirki sezone za Veliko nagrado Južne Afrike pa sedemnajsto mesto. Nato je nastopil le še na dirki za Veliko nagrado Švedske, kjer zaradi težav z dirkalnikom sploh ni štartal, kasneje pa ni več nikoli dirkal v Formuli 1.

## Popolni rezultati Formule 1
(legenda) (odebeljene dirke pomenijo najboljši štartni položaj, poševne pa najhitrejši krog, †-uvrščen kljub odstopu)
| Leto | Moštvo                     | Šasija          | Motor       | 1       | 2      | 3      | 4   | 5   | 6   | 7       | 8   | 9   | 10 | 11  | 12  | 13  | 14  | 15  | Prv | Toč |
| ---- | -------------------------- | --------------- | ----------- | ------- | ------ | ------ | --- | --- | --- | ------- | --- | --- | -- | --- | --- | --- | --- | --- | --- | --- |
| 1974 | Motor Racing Developments  | Brabham BT44    | Cosworth V8 | ARG Ret | BRA 15 | JAR 17 |     |     |     |         |     |     |    |     |     |     |     |     | -   | 0   |
| 1974 | Frank Williams Racing Cars | Iso-Marlboro FW | Cosworth V8 |         |        |        | ŠPA | BEL | MON | ŠVE DNS | NIZ | FRA | VB | NEM | AVT | ITA | KAN | ZDA | -   | 0   |